# Aldrichiopa compressa
Aldrichiopa compressa là một loài ruồi trong họ Tachinidae.